# Vagli Sotto
Vagli Sotto é uma comuna italiana da região da Toscana, província de Lucca, com cerca de 1.123 habitantes. Estende-se por uma área de 40 km², tendo uma densidade populacional de 28 hab/km². Faz fronteira com Camporgiano, Careggine, Massa (MS), Minucciano, Stazzema.

## Demografia
| Variação demográfica do município entre 1861 e 2011                               |
|                                                                                   |
| Fonte: Istituto Nazionale di Statistica (ISTAT) - Elaboração gráfica da Wikipedia |